# عشق امروزی (فیلم ۲۰۲۰)
عشق امروزی (به هندی: Love Aaj Kal) یا عشق این روزها (به انگلیسی: Love nowadays) فیلمی است محصول سال ۲۰۲۰ و به کارگردانی امتیاز علی است. در این فیلم بازیگرانی همچون کارتیک آریان، سارا علی‌خان، راندیپ هودا، آریوشی شارما و سیمونه سینگ ایفای نقش کرده‌اند.